# Apocrypta megischia
Apocrypta megischia är en stekelart som beskrevs av Ulenberg 1985. Apocrypta megischia ingår i släktet Apocrypta och familjen fikonsteklar. Inga underarter finns listade i Catalogue of Life.